# 瑞安·欧文斯

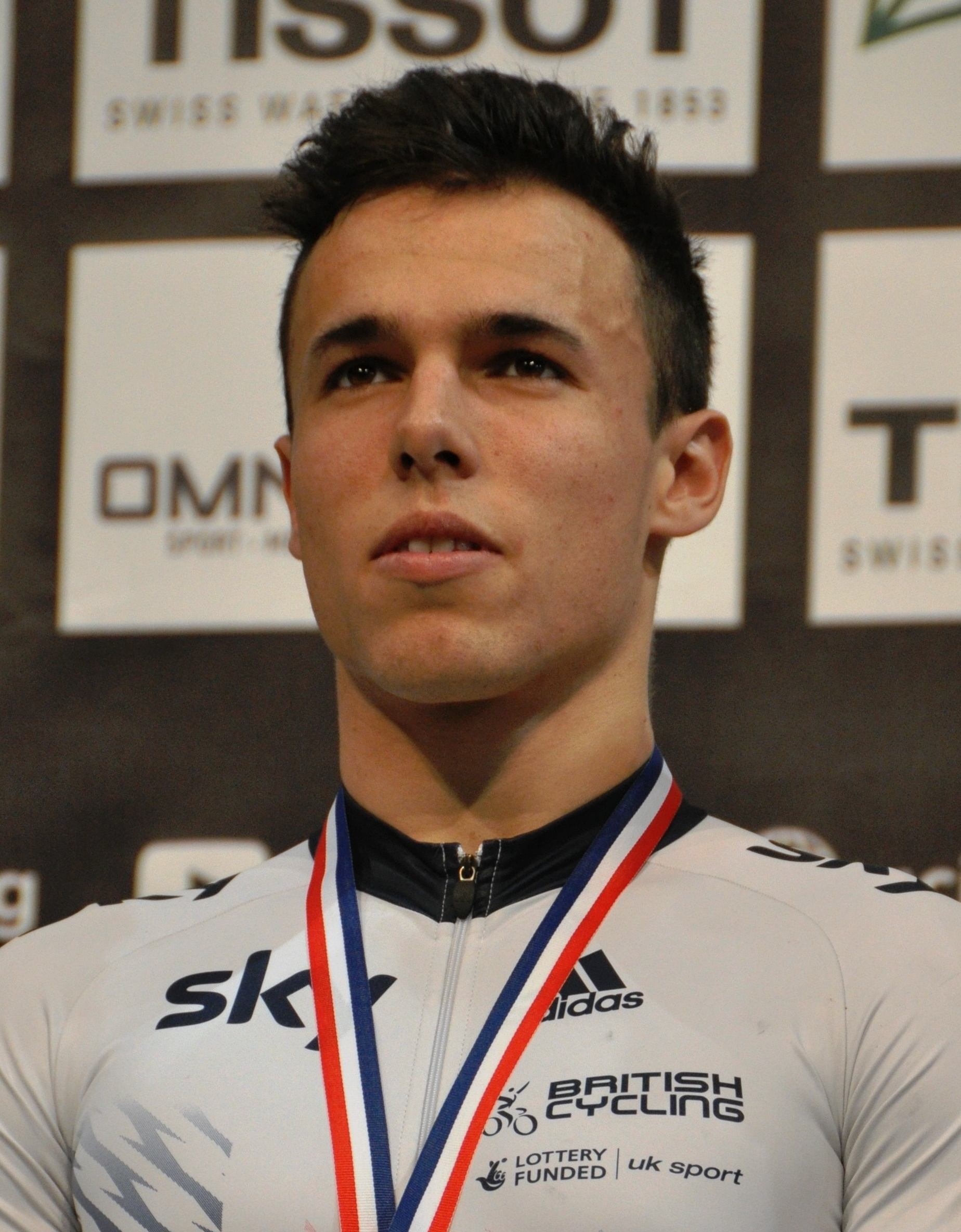
瑞安·欧文斯

瑞安·欧文斯（英語：Ryan Owens，1995年9月29日—）是一名英国男子场地自行车运动员。他曾在2018年和2020年世界場地自由車錦標賽上两次获得男子团体竞速赛的银牌。